# 和歌山水了軒
株式会社和歌山水了軒（わかやますいりょうけん）は、和歌山市にある折り詰め弁当・寿司類の製造業者。駅弁の調製販売も行っている。社団法人日本鉄道構内営業中央会会員。なお、大阪駅・新大阪駅・天王寺駅の構内販売業者であった水了軒、および山陽本線柳井駅の構内販売業者であった水了軒とは同名であるが、それぞれ別会社である。小鯛雀寿司という商品があるが、大阪市の株式会社小鯛雀鮨鮨萬とは無関係である。

## 沿革
- 1898年10月 - 南海鉄道（南海電鉄の前身のひとつ）の和歌山北口駅で構内売店を開業。
- 1903年2月 - 南海和歌山市駅前で、和歌山水了軒を創業。和歌山市駅にも売店を開業。
- 1930年4月 - 国鉄和歌山駅前に店舗を開業。
- 1932年5月 - 国鉄和歌山駅で構内営業を開始。
- 1953年10月 - 株式会社化。
- 1974年10月 - 阪和自動車道の紀ノ川サービスエリアに売店を開業。

## 商品
- 和歌山駅東口前の本社および西口前の水了軒ビル1階で販売している。また、和歌山MIO1階に売店があり、そちらでも購入できる。[1]特急「くろしお・スーパーくろしお・オーシャンアロー」の車内販売の車内販売は2015年3月13日限り、和歌山駅ホーム上の売店は2016年1月31日限りでそれぞれ終了となった。
- 小鯛雀寿司／雀寿司
  - 紀淡海峡産のチャリコと呼ばれる小鯛を酢でしめたものを寿司飯とあわせた寿司。姿が雀に似ていることから「雀寿司」と呼ばれている。盛り付け方や個数が異なる商品が何種類かある。
- わさび寿司
  - 名産品作りのために開発されたもので、紀州のわさびを使ったもの。
- さんま寿司
  - さんまを柚子酢につけこんだものを使った寿司。東牟婁地方の郷土料理。
- めはり寿司
  - 紀伊半島の郷土料理だったものを基にした商品。ごはんを高菜で包んだもの。